# Eating Out 4: Drama Camp
' 'Eating Out 4: Drama Camp (2011) es la cuarta película de la saga  Eating Out. La película está coescrito (con Phillip J. Bartell) y dirigida por Q. Allan Brocka.

## Sinopsis
Casey (Daniel Skelton) y Zack (Chris Salvatore) están viviendo juntos y parecen haber perdido su relación con la "chispa". Las cosas se vuelven locos cuando ambos se aplican a "Dick Dickey's Drama Camp" con un obscena y Horror cortometraje y son aceptadas. Cuando los chicos llegar sin problemas golpea su relación frágil como Zack conoce a un nuevo y espectacular niño Benji (Aaron Milo). Pronto, Benji y Zack se emparejan para realizar una versión ultra-sexy de The Taming of the Shrew muy juntos antes de Casey.

## Reparto
- Daniel Skelton es Casey.
- Chris Salvatore es Zack Christopher.
- Rebekah Kochan es Tiffani von der Sloot.
- Aaron Milo es Benji Aaron.
- Harmony Santana es Lilly Veracruz.
- Mink Stole es Aunt Helen.
- Ronnie Kroell es Beau.

## Estreno
Eating Out 4: Drama Camp se estrenó en Estados Unidos en el LOGO el 24 de julio de 2011. La película fue estrenada sin cortes en DVD en octubre de 2011.